# Artur Mikołajczewski
Artur Mikołajczewski, né le 27 juin 1990, est un rameur polonais.

## Palmarès

### Championnats du monde
- 2012 à Plovdiv,  Bulgarie
  -  Médaille d'or en quatre de couple poids légers

### Championnats d'Europe
- 2019 à Lucerne,  Suisse
  -  Médaille d'argent en skiff poids légers
- 2021 à Varèse,  Italie
  -  Médaille de bronze en skiff poids légers